# Волчанский заказник
Волчанский заказник (укр. Вовчанський заказник) — ботанический заказник общегосударственного значения площадью 185 га, образованный в 1994 году на территории Волчанского района Харьковской области Украины.
Заказник создан целью охраны реликтовой флоры и растительности меловых обнажений на правом берегу Волчьей реки.

## История
В 1977 году правый берег Волчьей реки был объявлен заповедным.
В 1994 году Указом Президента Украины от 10.12.1994 № 750/94 на берегу Волчьей был создан Волчанский ботанический заказник общегосударственного значения площадью 185 га.

## География
Волчанский ботанический заказник общегосударственного значения расположен в Волчанском районе на северо-востоке Харьковской области Украины на пограничной с Россией территории возле сёл Землянки, Малая Волчья, Николаевка, Волоховка, Нестерное, Охримовка, Бочково.
Географические координаты заказника: 50°22′31″ с. ш. 37°16′24″ в. д.
Рельеф местности сильно расчленён.
Вдоль заказника протекает река Волчья.
Её склоны резко асимметричны, правый склон — крутой, с обнажениями меловых пород, пересечён короткими, часто висячими балками и оврагами.
Отслоения мела, выходящие на поверхность, неоднородны и представлены меловым щебнем, мергелем и известняками.
Реже породы выступают в виде литой скалы из чистого мела или крупных выпуклых «лбов».
На вершинах и у основания склоны обычно покрыты оподзоленными почвами разной толщины, в средней части — чистой меловой крошкой, иногда слабо задернованной.

## Растительный мир

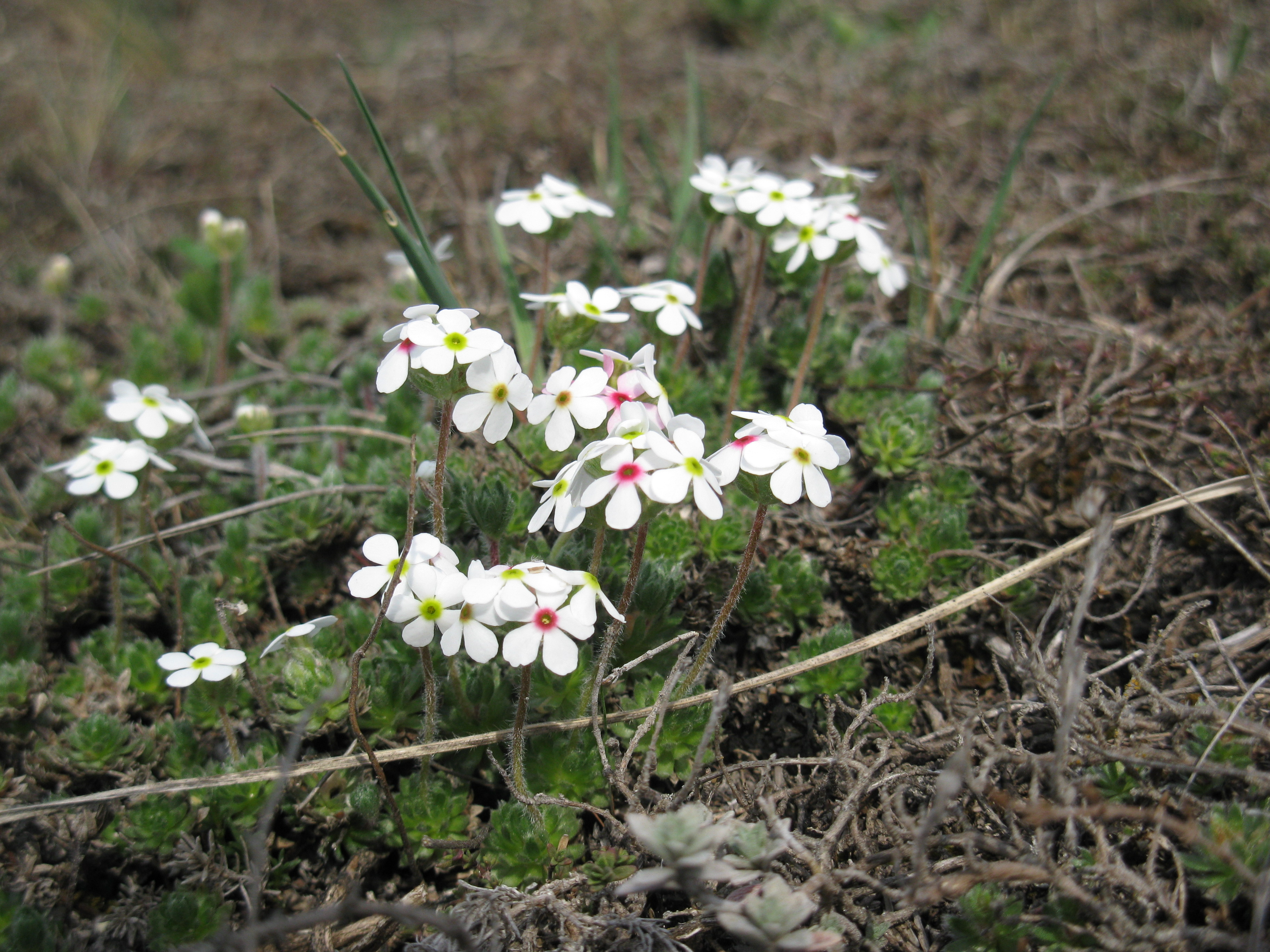
Проломник Козо-Полянского

В соответствии с геоботаническим районированием территория заказника относится к Восточно-Европейской лесостепной провинции, а по местоположению и характеру флоры — к Южному меловому району Среднерусской возвышенности.
Во флористическом отношении наиболее ценными на территории района являются меловые и степные фитоценозы правого берега Волчьей с преобладанием тимьянниковых и тимьянниково-ковыльных ассоциаций, лесонасаждения сосны, а также байрачные леса.
Долгое время считалось, что фитоценозы правого берега реки являются уникальным для Украины местом произрастания реликтового эндемического исчезающего вида кустарников — волчьих ягод Софии (лат. Daphne sophia; укр. Вовчі ягоди Софії), однако экспедиция группы харьковских ботаников и экологов при поддержке Британского фонда Раффорд морис ленг (англ. Rufford Small Grant for Nature Conservation, The Rufford Maurice Laing Foundation) 2004 года на данной территории их не обнаружила.
В растительном покрове преобладают группировки с доминированием эндемичных, реликтовых и исчезающих видов из Европейской Красной книги: проломника Козо-Полянского, иссопа мелового, полыни беловойлочной, норичника мелового т. д. и формациям семи степных видов, включённых в Зелёную книгу Украины.
Флора заказника насчитывает более 500 видов сосудистых растений.
В 2002, 2005 и 2008 годах проводились научно-исследовательские работы кафедры ботаники и экологии растений Харьковского национального университета имени В. Н. Каразина по изучению флоры природно-заповедного фонда Харьковской области в рамках которых были начаты лихенологические исследования в заказнике.
В результате обработки материала на территории Волчанского ботанического заказника было выявлено 63 вида лишайников, относящихся к 35 родам, 18 семействам и 8 порядкам.
Из них новыми для Левобережной Украины стали Xanthoria mediterranea Giralt, Nimis et Poelt, Caloplaca limonia Nimis & Poelt и Squamarina cartilaginea (With.) P. James.
Также в Волчанском выявлены новые местонахождения шести редких для Украины видов лишайников.

## Природоохрана
За охрану территории заказника отвечают сельские советы следующий населённых пунктов:
- Николаевка — 20,4 га.
- Волоховка — 49,8 га.
- Землянки — 20,3 га.
- Охримовка — 74,0 га.